# Factores NOD

Estructura del principal factor NOD producido por Sinorhizobium meliloti.

Los factores de nodulación o factores NOD son lipoquitooligosacaridos (LCOs) producidos por bacterias llamadas rizobios que intervienen durante la formación de nódulos fijadores de nitrógeno en las leguminosas. Su estructura molecular es reconocida por las leguminosas y determina en gran parte la compatibilidad entre una cepa de rizobio y la leguminosa correspondiente. Probablemente los receptores de los factores NOD son proteínas de tipo receptor-like kinasa que contienen un dominio extracelular de tipo "LYSM" correspondientes a los genes NFR1 y NFR5 en Lotus japonicus y NFP en Medicago truncatula.
Se creía que los factores NOD eran indispensables en todas las simbiosis entre leguminosas y rizobios, sin embargo en 2007 se descubrió que una cepa de Bradyrhizobium no produce factores NOD y su genoma carece de genes de biosíntesis correspondientes, lo que implica en este caso la existencia de otras vías de comunicación entre la planta y la bacteria.